# Holubînka (Bahciîsarai)
Holubînka (în ucraineană Голубинка) este localitatea de reședință a comunei Holubînka din raionul Bahciîsarai, Republica Autonomă Crimeea, Ucraina.

## Demografie
Componența lingvistică a localității Holubînka
     Rusă (56,97%)
     Tătară crimeeană (35,19%)
     Ucraineană (7,31%)
     Alte limbi (0,38%)
Conform recensământului din 2001, majoritatea populației localității Holubînka era vorbitoare de rusă (56,97%), existând în minoritate și vorbitori de tătară crimeeană (35,19%) și ucraineană (7,31%).